# Verbandsgemeinde Betzdorf
La comunità amministrativa di Betzdorf (Verbandsgemeinde Betzdorf)  era una comunità amministrativa della Renania-Palatinato, in Germania.
Faceva parte del circondario di Altenkirchen (Westerwald).
È stata soppressa a partire dal 1º gennaio 2017, i comuni che ne facevano parte sono stati aggregati alla nuova comunità amministrativa di Betzdorf-Gebhardshain.

## Suddivisione
Comprendeva 5 comuni:
1. Alsdorf
2. Betzdorf (città)
3. Grünebach
4. Scheuerfeld
5. Wallmenroth

Il capoluogo era Betzdorf.